# Challenge Tour 2019-2020
La stagione 2019-2020 degli eventi Challenge Tour è una serie di 11 tornei, compreso uno play-off, a cui possono partecipare solo i giocatori di snooker dilettanti. Questa è la 10ª ed ultima edizione di questa serie.
Il 17 luglio 2020 la World Professional Billiards and Snooker Association annuncia la nascita di un nuovo circuito amatoriale, che andrà a sostituire il Challenge Tour a partire dalla stagione 2020-2021.
| Edizione precedente |
| ------------------- |
| 2018-2019           |

## Calendario
| Date                                       | N° evento       | Città               | Vincitore      | Finalista       | Risultato | Note                 |
| ------------------------------------------ | --------------- | ------------------- | -------------- | --------------- | --------- | -------------------- |
| 31 agosto - 1º settembre 2019              | Evento 1        | Norimberga          | Ka Wai Cheung  | Oliver Brown    | 3 - 1     | [ 3 ]                |
| 21 - 22 settembre 2019                     | Evento 2        | Newbury             | Jake Nicholson | Andrew Pagett   | 3 - 1     | [ 4 ]                |
| 5 - 6 ottobre 2019                         | Evento 3        | Leeds               | Andrew Pagett  | Robbie McGuigan | 3 - 0     | [ 5 ]                |
| 19 - 20 ottobre 2019                       | Evento 4        | Bruges              | Ashley Hugill  | Aaron Hill      | 3 - 1     | [ 6 ]                |
| 2 - 3 novembre 2019, 28 - 29 febbraio 2020 | Evento 5        | Brighton, Leicester | Allan Taylor   | Michael Collumb | 3 - 1     | [ 7 ] [ 8 ] [ 9 ]    |
| 16 - 17 novembre 2019                      | Evento 6        | Budapest            | Oliver Brown   | Ashley Hugill   | 3 - 1     | [ 10 ]               |
| 14 - 15 dicembre 2019                      | Evento 7        | Neerpelt            | Dean Young     | Andrew Pagett   | 3 - 1     | [ 11 ]               |
| 18 - 19 gennaio 2020                       | Evento 8        | Tamworth            | Lukas Kleckers | Tyler Rees      | 3 - 1     | [ 12 ]               |
| 15 - 16 febbraio 2020                      | Evento 9        | Llanelli            | Ashley Hugill  | Sydney Wilson   | 3 - 1     | [ 13 ]               |
| 29 febbraio - 1º marzo 2020                | Evento 10       | Leicester           | Adam Duffy     | Kuldesh Johal   | 3 - 1     | [ 14 ]               |
| 20 luglio 2020                             | Evento Play-off | Sheffield           | Allan Taylor   | Adam Duffy      | 4 - 0     | [ 15 ] [ 16 ] [ 17 ] |